# Jason Leonard
Jason Leonard (* 14. August 1968 in Barking) ist ein ehemaliger englischer Rugby-Spieler. Er spielte auf der Position des Pfeilers. Er hielt bis 2005 den Rekord für die meisten Länderspiele, den er an George Gregan abgeben musste. Zählt man seine Spiele für die British and Irish Lions mit, überholte ihn Gregan erst am 17. Juni 2006. Leonard hat 119 internationale Auftritte, davon 114 für England. Als Spieler gewann er alle großen internationalen Trophäen, die es für ihn zu gewinnen gab: Triple Crowns, Grand Slams und die Weltmeisterschaft 2003.
In seiner beeindruckende Karriere spielte er erfolgreich in der Amateur- und Profizeit des Fünfzehnerrugbysports für die Clubmannschaften Barking, Saracens und Harlequins. Sein erstes Länderspiel fand 1990 gegen die Pumas aus Argentinien statt. Er spielte bis zum Finale der Weltmeisterschaft 2003, in dem er als Ersatzmann auf das Spielfeld kam und besonders das Gedränge stabilisierte. Das war seine vierte Weltmeisterschaft und das zweite Mal, dass er in einem Weltmeisterschaftsfinale gespielt hatte. 1991 hatte er mit England noch gegen Australien verloren.
Jason Leonard ist unumstritten eine der Legenden des englischen Rugby und eines der großen Vorbilder des Sports.